# Gastone Gambara
Gastone Gambara (Imola, 10 de novembre de 1890 - Roma, 27 de febrer de 1962) fou un militar italià, general de brigada del Regio Esercito que durant la Segona Guerra Mundial va tenir un paper destacat. Va combatre a la Guerra Civil Espanyola al costat de les tropes rebels de Francisco Franco; concretament, va comandar el Corpo Truppe Volontarie a l'ofensiva sobre Catalunya, cosa per la qual va rebre l'Orde Militar de Savoia i l'ascens a general de brigada, i després al nord d'Àfrica, Abissínia, per passar més tard comandant del XV Corpo d'Armata (Gruppo Armate Occidentali) al sud de França.
Després d'un breu intermedi a Grècia, es fa càrrec de les tropes italianes al nord d'Àfrica, al costat del seu aliat el general alemany Rommel. La famosa frase «Wo bleibt Gambara?'» («On és Gambara?») es refereix a la seva absència en la fase crítica de la contraofensiva de Rommel davant l'atac dels anglesos durant l'Operació Crusader, quan els generals alemanys reclamaven el suport de les divisions italianes. Posteriorment, va assumir la prefectura de l'XI Corpo d'Armata als Balcans, fins al setembre del 1943.
Després de la guerra, fou fet presoner, convicte de crims de guerra a camps de concentració de Ljubljana, entre altres llocs.